# Jason Preston
Jason Preston (Orlando, Florida; 10 de agosto de 1999) es un jugador de baloncesto estadounidense que pertenece a al plantilla de los Utah Jazz de la NBA, con un contrato dual que le permite jugar también en su filial de la G League, los Salt Lake City Stars. Con 1,91 metros de estatura, juega en la posición de base.

## Trayectoria deportiva

### Universidad
Jugó tres temporadas con los Bobcats de la Universidad de Ohio, en las que promedió 12,6 puntos, 5,6 rebotes, 5,9 asistencias y 1,2 robos de balón por partido. En su primera temporada fue incluido en el mejor quinteto freshman de la Mid-American Conference, tras promediar 6,0 puntos, 3,6 rebotes y 3,4 asistencias por encuentro.
El 13 de noviembre de 2019, registró 27 puntos, 14 rebotes y cinco asistencias, su mejor partido de la temporada sophomore, en la victoria por 81-72 sobre Iona. Preston promedió 16,8 puntos, 7,4 asistencias y 6,4 rebotes por partido, y fue seleccionado en el segundo mejor quinteto de la MAC. Lideró el conferencia y ocupó el segundo lugar de la nación en asistencias.
En su última temporada, Preston promedió 15,7 puntos, 7,3 rebotes y 7,3 asistencias por partido, siendo elegido en el mejor quinteto de la confeencia. El 26 de abril de 2021 se declaró elegible para el draft de la NBA, aunque mantuvo su elegibilidad universitaria, aunque finalmente en el mes de julio contrató a un agente, cerrando definitivamente la puerta a su regreso a la universidad.

#### Estadísticas
| Año     | Equipo | PJ | PT | MPP  | %TC  | %3P  | %TL  | RPP | APP | ROB | TPP | PPP  |
| ------- | ------ | -- | -- | ---- | ---- | ---- | ---- | --- | --- | --- | --- | ---- |
| 2018–19 | Ohio   | 30 | 21 | 29.5 | .434 | .208 | .765 | 3.6 | 3.4 | .8  | .1  | 6.0  |
| 2019–20 | Ohio   | 32 | 32 | 38.1 | .515 | .407 | .725 | 6.4 | 7.4 | 1.4 | .1  | 16.8 |
| 2020–21 | Ohio   | 20 | 20 | 34.6 | .514 | .390 | .596 | 7.3 | 7.3 | 1.5 | .3  | 15.7 |
| Total   | Total  | 82 | 73 | 34.1 | .498 | .357 | .703 | 5.6 | 5.9 | 1.2 | .1  | 12.6 |

### Profesional
Fue elegido en la trigésimo tercera posición del Draft de la NBA de 2021 por los Orlando Magic. Posteriormente, fue traspasado a Los Angeles Clippers. El 7 de octubre de 2021, se sometió a un cirugía en el pie que haría que se perdiese su primera temporada.
Debutó finalmente en la liga el 23 de octubre de 2022, en un partido ante los Phoenix Suns.
El 16 de octubre de 2023 firmó con los Memphis Grizzlies, pero fue despedido dos días después. El 30 de octubre se unió a los Memphis Hustle.
El 9 de enero de 2024 firmó un contrato dual con los Utah Jazz.

## Estadísticas de su carrera en la NBA

### Temporada regular
| Año     | Equipo        | PJ | PT | MPP  | %TC  | %3P  | %TL  | RPP | APP | ROB | TPP | PPP |
| ------- | ------------- | -- | -- | ---- | ---- | ---- | ---- | --- | --- | --- | --- | --- |
| 2022-23 | L.A. Clippers | 14 | 0  | 8.9  | .439 | .278 | .000 | 1.6 | 1.9 | .1  | .0  | 2.9 |
| 2023-24 | Utah          | 7  | 0  | 10.1 | .316 | .000 | —    | 2.4 | 2.3 | .3  | .1  | 1.7 |
| Total   | Total         | 21 | 0  | 9.3  | .400 | .238 | .000 | 1.9 | 2.0 | .2  | .0  | 2.5 |

### Playoffs
| Año   | Equipo        | PJ | PT | MPP | %TC | %3P | %TL | RPP | APP | ROB | TPP | PPP |
| ----- | ------------- | -- | -- | --- | --- | --- | --- | --- | --- | --- | --- | --- |
| 2023  | L.A. Clippers | 1  | 0  | 1.0 | –   | –   | –   | .0  | .0  | .0  | .0  | .0  |
| Total | Total         | 1  | 0  | 1.0 | –   | –   | –   | .0  | .0  | .0  | .0  | .0  |